# Essensys France
Essensys France est une filiale française du groupe Essensys, proposant depuis 1992 des prestations de service faisant appel à des managers expérimentés.

## Activité
Le cabinet Essensys cumule des activités de management de transition (activité qu’il a participé à développer en Belgique et en France), de recrutement de dirigeants, et de conseil en management.

## Historique
La notion de management de transition est apparue dans les années 1970 aux Pays-Bas. Sous le nom d’« interim management », cette pratique consiste à proposer aux entreprises des cadres expérimentés, disponibles sur le marché du travail, pour leur permettre de pallier temporairement l'absence de compétences managériales ou techniques nécessaires à la mise en œuvre de leur stratégie. Les situations d'intervention peuvent être ainsi les périodes de forte croissance, de changement de périmètre (acquisition, cession, spin-off, etc.), de changement de stratégie (restructuration, réorganisation, recentrage), de retournement, ainsi que des opérations exceptionnelles telles que le déménagement d’un site industriel, informatique et télécom par exemple. Cette pratique de recours à des cadres expérimentés dans le management arrive en France dans les années 1990, où elle est appelée «management de transition».
Créée en 1992 sous le nom d‘Executive Temporary Management (ETM) en Belgique, la société devient EY ETM, une filiale de Ernst & Young, quelques années plus tard.
Mais dans les années 2000, à la suite du scandale d'Enron aux États-Unis (et la mise en cause dans ce scandale d’un autre cabinet d’audit, Arthur Andersen) et pour éviter d’éventuels conflits d’intérêts, les grands cabinets d’audits se recentrent sur leur cœur de métier. Ceci conduit Ernst & Young  à se séparer de l'activité de management de transition. En 2004, la filiale est revendue à ses dirigeants opérationnels dans le cadre d’un MBO. Le cabinet prend alors le nom de Essensys. Il est très présent au Benelux et en France.
Durant la deuxième partie de ces années 2000, l’emploi des seniors devient en France un sujet d’attention, du fait, d’une part, du débat sur l’âge de départ à la retraite, et, d’autre part, de la crise sur l’emploi touchant cette catégorie de la population, y compris chez les cadres supérieurs, avec un taux d'emploi des seniors particulièrement bas en France par rapport aux pays occidentaux. Le management de transition retient l’intérêt, en mettant en évidence les avantages pour les entreprises de faire appel à des profils seniors (rapidité, flexibilité, indépendance, expertise et expérience). Le management de transition se développe,,,.
De nouveaux acteurs entrent sur ce marché. La société Essentys France, dirigée par Bernard Tronel, participe alors en 2008, avec trois autres de ses confrères, à la mise en place d’une Association française du management de transition, pour faire émerger un cadre déontologique, ainsi que des normes qualité, et mieux faire connaître cette approche,. Cette association devient ensuite la Fédération française du management de transition (FNMT). Historiquement dédié aux fonctions de dirigeants, le management de transition commence à se développer dans le management intermédiaire.